# Valeria Gagealov
Valeria Gagealov (Galați, 9 de diciembre de 1931-Bucarest, 9 de febrero de 2021) fue una actriz rumana de teatro, cine, voz y radio. 

## Biografía
Estudió en la Universidad Nacional de Teatro y Cine Ion Luca Caragiale y realizó su debut cinematográfico en 1955 con un pequeño papel en el largometraje La Moara cu noroc.
Falleció el 9 de febrero de 2021 en Bucarest a los ochenta y nueve años, víctima del COVID-19.

## Filmografía

### Cine
- La Moara cu noroc (1955)
- Momente Caragiale - Tren de plăcere (1958)
- Mutter Courage (1962)
- Columna (1968)
- Castelul condamnaților (1970)
- Mihai Viteazul (1971)
- Serata (1971)
- Puterea și adevărul (1972)
- Un august în flăcări (1973)
- Departe de Tipperary (1973)
- Când trăiești mai adevărat (1974)
- Singurătatea florilor (1976)
- Mihail, câine de circ (1979)
- Bietul Ioanide (1980)
- Întoarcerea lui Vodă Lăpușneanu (1980)
- Ultima noapte de dragoste (1980)
- Promisiuni (1985)